# Friedrich Forssman
Friedrich Forssman (* 8. März 1965 in Nürnberg) ist deutscher Buchgestalter, Typograf, Gebrauchsgrafiker und Fachautor.

## Leben
Friedrich Forssman, Sohn des Indogermanisten Bernhard Forssman, wuchs in der Schweiz und Deutschland auf. Er verließ das Gymnasium in Marburg vorzeitig, um Buchgestalter zu werden. Nach seiner Schriftsetzerlehre in Bamberg ging er auf die Fachoberschule für Gestaltung in Darmstadt und schloss diese 1985 mit dem Fachabitur ab. An der Fachhochschule Darmstadt studierte er zunächst Grafikdesign und wechselte anschließend an die Fachhochschule Mainz zu Hans Peter Willberg.
Für die Neugestaltung des Gutenberg-Jahrbuchs erhielt Friedrich Forssman 1990 das Gutenberg-Stipendium der Stadt Mainz. Aufgrund seiner Studienarbeit über die Möglichkeit des Satzes für das typographisch komplexe Spätwerk von Arno Schmidt erhielt er eine Stelle bei der Arno Schmidt Stiftung, für die er in jahrelanger Arbeit eine gesetzte Version von Zettel’s Traum erstellte. 2008 war er Praxisstipendiat in der Villa Massimo in Rom. Im Oktober 2010 erschien im Suhrkamp Verlag die Bargfelder Ausgabe. Werkgruppe IV, Band 1. Standardausgabe. Zettel’s Traum als gesetztes Buch. 2017 erhielt Forssman den Antiquaria-Preis für Buchkultur.
Die 2008 ins Leben gerufene Reihe „Reclam Bibliothek“ präsentiert Klassiker der Weltliteratur in besonderer Ausstattung. Die Reihengestaltung erfolgte durch Friedrich Forssman und Cornelia Feyll und wurde beim Wettbewerb der Stiftung Buchkunst „Die schönsten Bücher 2008“ mit dem 2. Preis ausgezeichnet.
Als Honorarprofessor für Typografie lehrt Forssman seit 2015 an der Fachhochschule Potsdam.
Forssman ist mit der Textildesignerin Cornelia Feyll verheiratet und lebt in Kassel.

## Schriften
- mit Hans Peter Willberg: Lesetypographie. Verlag Hermann Schmidt, Mainz 1997, ISBN 3-87439-375-5.
- mit Hans Peter Willberg: Erste Hilfe in Typografie. Verlag Hermann Schmidt, Mainz 1999, ISBN 3-87439-474-3.
- mit Ralf de Jong: Detailtypografie. Verlag Hermann Schmidt, Mainz 2002, ISBN 3-87439-568-5.
- für Arno Schmidt Stiftung: Arno Schmidt: Zettel’s Traum. In: Bargfelder Ausgabe, Werkgruppe 4, Bd. 1, Arno Schmidt Stiftung (Hrsg.), Verlag Suhrkamp, Berlin 2010, ISBN 978-3-518-80310-3.
- Wie ich Bücher gestalte. Ästhetik des Buches, Band 6. Wallstein-Verlag, Göttingen 2015, ISBN 978-3-8353-1591-4.